# Биболле, Гаэтан
Гаэта́н Биболле́ (фр. Gaetane Bibollet) — французская кёрлингистка.
Играла в основном на позициях второго.

## Команды
| Сезон   | Четвёртый      | Третий           | Второй            | Первый         | Запасной                                 | Турниры            |
| ------- | -------------- | ---------------- | ----------------- | -------------- | ---------------------------------------- | ------------------ |
| 1992—93 | Гаэтан Биболле | Aurore Vuillemin | Severine Bibollet | Vanessa Muller | Veronique Gannaz тренер: Тьерри Мерсье   | ЧМЮ 1993 (8 место) |
| 1994—95 | Брижит Лами    | Жослин Ланри     | Гаэтан Биболле    | Брижит Коллар  | Laurence Prunet тренер: Heidi Schlapbach | ЧЕ 1994 (7 место)  |
| 1994—95 | Брижит Лами    | Жослин Ко-Ланри  | Гаэтан Биболле    | Брижит Коллар  | Татьяна Дюкро                            | ЧМ 1995 (10 место) |

(скипы выделены полужирным шрифтом)